# Niche (rivière)
Pour les articles homonymes, voir Niche.
La Niche est un cours d'eau du département des Vosges, en ancienne région Lorraine  donc en région Grand Est et un affluent gauche de la Moselle, donc un sous-affluent du Rhin.

## Géographie
La Niche prend sa source dans la forêt de Humont (à environ 590 m d'altitude) à l'étang de La Broche d'Avaux, en limite des communes de Bellefontaine et de Saint-Nabord.
Elle fait partie du grand bassin versant Rhin-Meuse-Moselle.
Elle traverse Fallières (commune de Saint-Nabord), puis rejoint Raon-aux-Bois dans une vallée boisée très encaissée et étroite, qui a gardé son caractère sauvage. En aval du hameau de Fallière, un bras: Le ruisseau de Sainte-Anne, s'en sépare et rejoint la Moselle au niveau du hameau de Moulin.
Et enfin elle arrive à Aneuménil (commune d'Arches). Depuis le XVe siècle (1469) la Papeterie d'Arches utilise la rivière pour sa production.
Au bout de ses 18,6 km, elle rejoint la Moselle à la Garde de Dieu (cote 346 m).

### Communes et cantons traversés
Dans le seul département des Vosges, la Niche traverse les cinq communes suivantes de Hadol, Bellefontaine, Raon-aux-Bois, Saint-Nabord, Arches.

### Bassin versant
La Niche traverse une seule zone hydrographique La Moselle de la Vologne au ruisseau d'Argent (inclus) (A440) de 1 159 km2 de superficie.

## Affluents
La Niche a cinq affluents référencés et est de rang de Strahler deux.
Elle reçoit principalement les eaux des ruisseaux :
- Le Rouge Rupt (longueur 1,5 km)
- Le ruisseau de Mailleronfaing (longueur 1 km)
- Le ruisseau de Pusieux (longueur 1,4 km)
- Le Void de Cône (longueur 2,6 km)
- Le ruisseau des Prés Roussel (longueur 2 km)
- Le Champée (longueur 3,5 km)
- Le ruisseau de la Racine (longueur 5,6 km)
- Les Noires Faignes (longueur 4,6 km)

## Hydrologie
Le débit interannuel moyen ou module de la rivière y est de 1,49 m3/s pour une surface de bassin de 57 km2.
Les débits mensuels d'étiage pour un événement de retour 10 ans est de 0,215 m3/s.